# Pokrajinski odbor Osvobodilne fronte slovenskega naroda
Pokrajinski odbor Osvobodilne fronte slovenskega naroda (kratica POOF) je bilo politično telo, ki je upravljalo najvišjo geopolitično enoto Osvobodilne fronte slovenskega naroda; POOF so bili podrejeni Izvršnemu odboru Osvobodilne fronte slovenskega naroda.
Največjo vlogo v pokrajinskih odborih so imeli Pokrajinski komiteji Komunistične partije Slovenije.
Pokrajinski odbori so obstajali za naslednje pokrajine: Koroška, Primorska in Štajerska.